# 空の城
『空の城』（くうのしろ）は、松本清張の長編小説。1975年以降表面化した安宅産業破綻に至る過程を、関係者の肖像を軸として描く、ドキュメント・ノベル。『文藝春秋』に連載され（1978年1月号 - 8月号）、1978年7月に文藝春秋から刊行された。 
1980年に「ザ・商社」のタイトルでテレビドラマ化されている。

## あらすじ

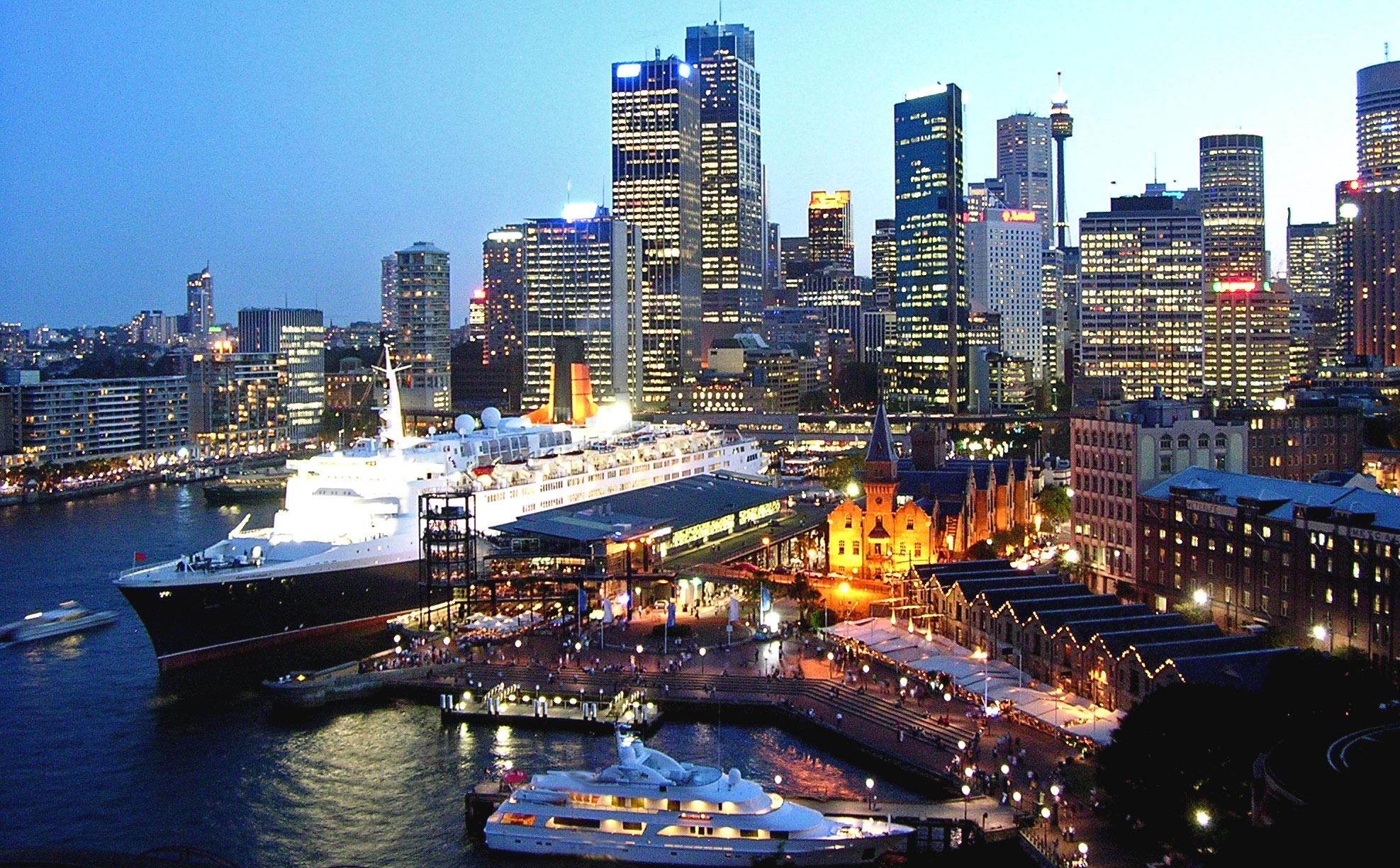
冒頭の舞台となるクイーン・エリザベス2
（写真はシドニー港）

1973年10月、世界一の豪華客船・クィーンエリザベス二世号の船上にて、多数の招待客が招かれ、アルバート・サッシン主催の超豪華パーティーが開かれていた。一行はカナダ・ニューファンドランド島にある新設の製油所・PRCを訪れる予定であり、その開所式が盛大に行われようとしていた。サッシンは、PRCの運営を全面的に任せられ、製油の販売を委ねられる管理運営会社・NRCに全額出資し、アメリカ東海岸の石油市場に殴りこみを狙っていた。
他方、総合商社の江坂産業は、中東からNRCへと運ばれる原油を一手に取り扱い、製油所に巨額の融資を行おうとしていた。江坂産業は、石油分野への進出により、十大商社の末尾から脱皮するため、大きな賭けに出ようとしていた。招待客の一人・江坂アメリカの上杉二郎は、サッシンと連携して、今回の一大事業をまとめた立役者であり、今夜のパーティでもサッシンと共に脚光を浴びていた。
江坂グループ内では格下のはずの上杉が主役となり、内心面白くない江坂産業社長・河井の前に、「美術課長」の岸田が顔を出す。岸田は江坂産業社主・江坂要三の要請を受け、古美術品を買い、日本に運ぶ役割を担っていた。実は、江坂産業は、普通の企業とは異なる、異様な二重構造を持っていた…。
サッシンにとっても、上杉にとっても、晴れがましい絢爛なパーティー。しかし、これを最後に、運命は暗転する。第四次中東戦争が勃発し、石油価格は暴騰した。さらに、製油所の石油精製装置に重大な不具合が生じ、サッシンの赤字は膨らんでいく。上杉は窮地に立った。上杉の弱点は、江坂本社常務会の承認を経ず、前社長・大橋の承認のみで、サッシンに4,200万ドルもの無担保融資をしていることにあった。上杉の大胆な決断は、PRCが州政府の保有するクラウン・カンパニーであることを背景としていたが、ニューヨーク・NRC本社近くのレストランで、サッシンは上杉に、「PRCは自分が買い取った」と告げる。
上杉には青天の霹靂の決定だった。その間にも、中東からPRCへの石油輸送はどんどん続けられ、江坂産業のサッシンへの債務保証額は膨張の一途を辿る…。

## 主な登場人物
以下は原作における設定を記述する。モデルとなった人物の詳細は安宅産業破綻も参照。
上杉二郎
江坂アメリカ米州総支配人。ハワイ生まれの日系二世。英語に堪能だが、英語屋と呼ばれ低く見られている。仕事はできるが、独りで行動し、チームワークを顧みない一匹狼型。私生活の噂も相まって、江坂社主には疎まれている。

アルバート・サッシン
サッシン・ナチュラル・リソーシズ社長。イリノイ州生まれのレバノン系アメリカ人。ユダヤ人と共にアメリカの一般社会では白眼視され、ケチ・狡猾・金に抜け目が無い、などと蔑視されてきた。
モデルとなった人物については#外部リンク参照。

江坂要三
江坂産業社主。「経営のことはわからんが、人間の判断はわしがする」として、人事権を独占。人見知りが激しい。芦屋の広大な屋敷に住み、古美術の収集に情熱を傾注、また多くの音楽家のパトロンともなっている。

大橋恵治郎
江坂産業現会長。先代から仕える大番頭的存在だが、江坂産業を住倉商事と合併させようとして失敗。

河井武則
江坂産業現社長。社長としては中継ぎに過ぎないとされる。建前を重んじる。

安田茂
江坂産業常務。几帳面な事務屋。

梶井ムラ
江坂要三の身の回りの世話をしている。40代半ば。

## エピソード
- 著者は本作の意図を「『空の城』は、昭和52年に起った安宅産業倒産がモデルだが、むろん倒産事件が主題ではなく、社内人事権は握るが業務には口出しをしないという「社主」の「芸術的」な孤独と、本社を長くはなれているアメリカの現地法人社長の突進（これも孤独なる勇猛）とを対極においた。さらにこれに加えてレバノン生れの詐欺師たる石油屋をからませた」と記している[1]。
- 半藤一利はカナダへの取材に同行し、以下のように回顧している。「カナダのセント・ジョーンズへの旅では、ほかにもいくつもの滑稽な、楽しい、忘れられないことがありました。日本からの観光客の滅多にないところのためか、日本国内の旅行社が予約してくれたホテル、いや正確にはモーテルが、それは町外れの、もうサービスから設備から何から何まで言語を絶するひどい宿舎」「「ほかにホテルは見つからなかったようなので」とか何とか、ムニャムニャ誤魔化すこっちに、清張さんはあっさりと、「これもまた風流というもんだよ。芭蕉の句の『馬の尿する枕元』というところだね」などとかえって慰め顔にいわれるのです」「そして、いよいよアメリカ本土へ移動することになりました。タクシーの運転手に「飛行場へ行く前に、お土産を買いたいので、どこかショッピングするのにいちばんいい店に」と指定すると、ただちに「オーライ」と請け合って、町の真ん中の結構な建物へと私たちを運んでいってくれた。嫌でも眼に入りました、大きな字で、セント・ジョーンズ・ホテルという看板が」「いわれなくても最高級のホテルとわかります。これには閉口頓首するほかはありませんでした」「「しかし、潰れた商社の人間がこんな立派なホテルに泊まれるはずはない。かえって取材旅行としては、あのモーテルでよかった。われわれは仕事で来ているのだ。遊びに来ているわけじゃない。日本の旅行社のお手柄かもしれないよ」そう清張さんは、こんどは慰めでなく、真面目な顔でそう言うのです」[2]。
- 山崎豊子は著者との対談で「本当に商社の正体なんてわかりませんですよ。ですから『空の城』をお書きになった時は、食いつくようにして読んだわけです」「ものすごく印象に残っていて、参ったと思ったのは、あのニューヨークの一膳めし屋のところです。自分が『不毛地帯』を書いているから、商社を素材にしたものは、そうびっくりしゃしないけれども、あの一膳めしのとこだけは仰天し、参った、と思ったの」「あそこだけがギラーっと光って、本当にシャヒーン（サッシン）という人間が、もうそこで書けているんですよ」「あの小説のなかのすべてが、あそこに凝結されているみたいな気がしたですよ」と話している[3]。

## 作品の舞台

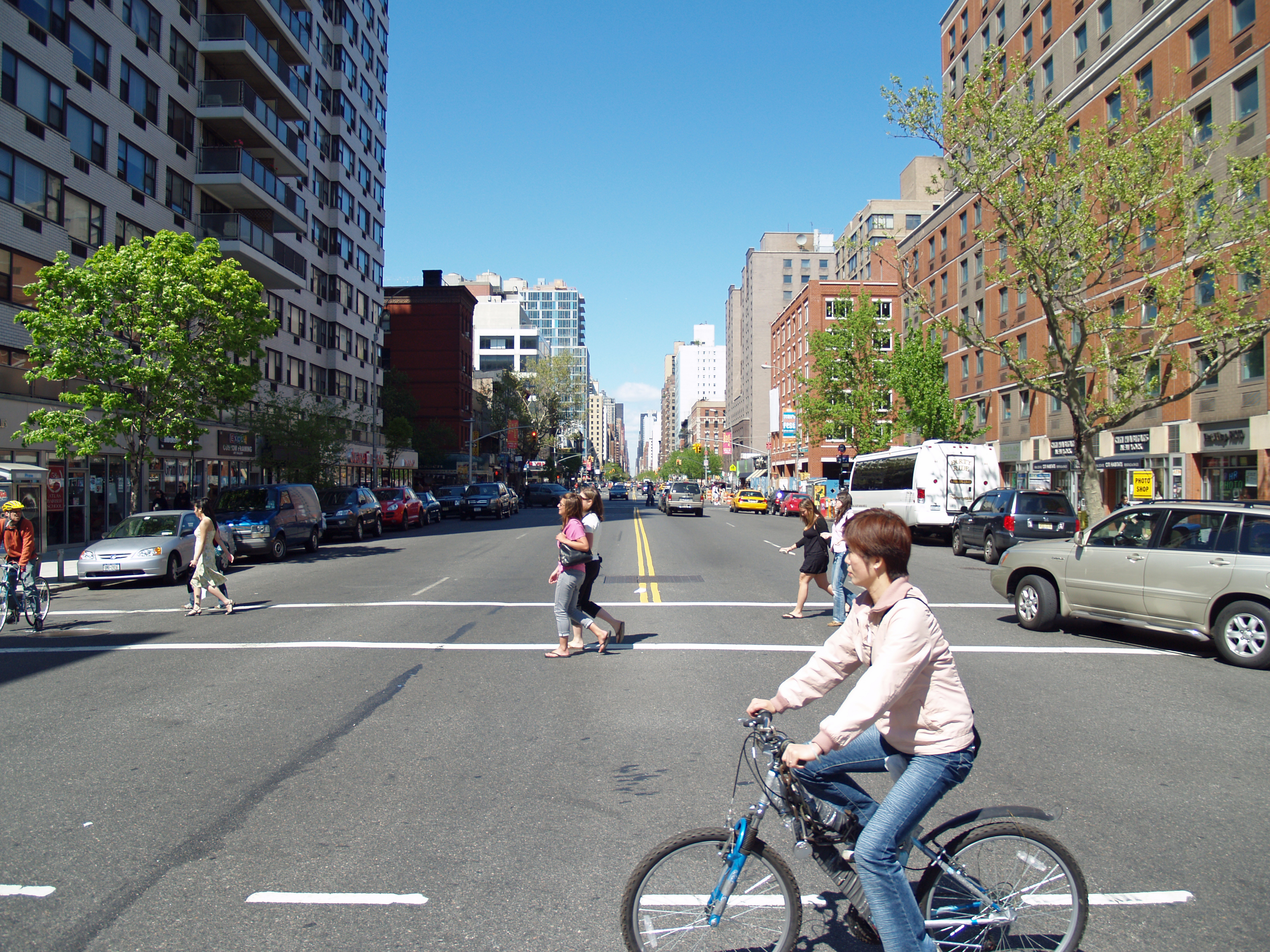
ニューヨーク3番街

カナダ
カム・バイ・チャンス - 製油所・PRCの開設地。
セントジョンズ - ニューファンドランド・ラブラドール州の州都。

ニューヨーク（マンハッタン）
3番街 - 95番地に江坂アメリカ本社が所在。
パークアベニュー - 50番地にサッシン・ナチュラル・リソーシズ本社（とNRC）が所在。
ブロード・ストリート - 60番地に住倉銀行ニューヨーク支店が所在。

ロンドン
クラリッジェス - サッシンのロンドン滞在ホテル。
カーゾン通り - 上杉のロンドン宿泊界隈。
ホワイトホール - NRC債権者会議の会場。

## テレビドラマ
ドラマタイトル『ザ・商社』。NHK総合テレビのドラマスペシャルとして、1980年12月5日と6日、12月12日と13日の全4回放送された。第18回ギャラクシー賞月間賞、1980年テレビ大賞、日本映画テレビプロデューサー協会・エランドール賞エランドール協会賞（和田勉）受賞作品。2001年に、ジェネオン エンタテインメントからDVDが発売された。商社のビジネスや社内の人事という室内での会話が主体のストーリーながらも、当時としては画期的なアメリカ、カナダ、イギリスでの海外ロケが、空撮を含めて敢行された。
総合商社の破綻を題材に、会社組織に蠢く人間の欲望と野心を焙り出した作品である。上杉二郎（山﨑努）を石油事業に駆り立てたビジネスマンとしての野心。江坂要造（片岡仁左衛門）の上杉（辣腕ビジネスマン）への嫌悪と、会長、社長らとの権力闘争。ドラマはやがて、江坂産業を経営破綻に陥らさせたアルバート・サッシン（ケン・フランケル）との無謀な商取引（過剰融資）のなかに、この2人の出自にまつわるコンプレックスを浮かび上がらせる。上杉の野心に刻まれたハワイ移民2世としての日本人コンプレックス。そして、要造の古美術収集に秘められた創業者（父）へのコンプレックス（会社を倒産させようとする破滅願望）がそれである。なによりも、上杉の商取引を軸にそれを人間ドラマにもっていく脚本の確かさが光る。しかも、大野靖子と和田勉は、上杉の前に松山真紀（夏目雅子）というオリジナルキャラクターを登場させて、男と女の野心を生々しく対照させてもいる。

### スタッフ
- 原作 - 松本清張
- 脚本 - 大野靖子
- 演出 - 和田勉
- 音楽 - 林光
- 制作 - 斉藤暁
- 技術 - 土島伸一、鳥居孝司
- 照明 - 中里要
- カメラ - 上原康雄
- 音声 - 篠根正継
- 美術 - 鯛正之輔
- 効果 - 岩崎進
- 記録 - 那須正尚
- 制作 - NHK

### 登場人物・キャスト

#### アメリカ
上杉二郎（演 - 山﨑努）江坂アメリカ社長
ハワイ生まれの日系二世で、辣腕の商社マン。当時の安宅産業常務でNRCプロジェクトを推進した、元安宅アメリカ社長・高木重雄がモデル。
英語を武器に戦後の江坂産業で出世し、江坂アメリカの社長を務める。ただし「江坂ファミリー」には属しておらず、一方で大橋会長の子飼いであり、社主の江坂要造のコントロールも効かないため、要造からは強く疎まれている。
妻と一人娘を日本に残しているが、自分の居所は社内にも知らせず、私生活の女性関係は派手であり、アメリカ人の女性秘書から「自分のベッド下に落ちていた」とタイピンを返されたりもする。1968年6月のある日、目にした新聞記事からNRCの石油取引参入を知り、江坂をNRCの代理店として石油の取り扱いに参入することを画策するが、その見返りにNRC社長のサッシンから4,200万ドルの無担保融資を要求され、石油代金の前払いという名目で独断でそれを実行する。NRCの破綻で結局その融資は焦げ付き、それがきっかけで江坂の経営は破綻する結果となり、上杉は全責任を負わされる形で辞任し行方をくらます。
日本から「疎外された二世」でありながら、日本人以上に日本人でありたいと願い、江坂をクビになるまでは江坂のために尽くす、という心情を時折漏らすこともあった。しかし、最後のシーンで廃墟となったNRCの製油所に現われた上杉は、通りかかった作業員の「君は日本人か」という問いかけに「NO!」と答えている。冷徹なビジネスマンである一方で、スランプに陥った松山真紀を愛情のこもった叱咤激励で立ち直らせたり、父を訪ねてきた親友である矢代の娘を親身になって世話するなど、心の温かい面もある。

安田茂（演 - 佐藤慶）江坂アメリカ・ニューヨーク店長
当時の安宅アメリカ社長・田中康夫がモデル。江坂ファミリーの一員で上杉のお目付役としてニューヨーク店長に派遣され、後に上杉の後任として江坂アメリカ社長に就任する。

有本七郎（演 - 浜田光夫）江坂アメリカ社員
上杉に心酔し、島村とともにNRC取引を支える。江坂破綻後も上杉のやり方は決して間違っていなかったという心境を吐露し、それを手本に新しいビジネスを始めると宣言する。

矢代かおる（演 - 水沢アキ）江坂アメリカ社長秘書
矢代譲次の娘。母親が亡くなったため、父親を捜してニューヨークを訪れる。当の矢代は、かおるがニューヨークに来た時には既に行方をくらましており、かおるは上杉とともにその行方を追うが、やがて矢代はハドソン河畔で遺体となって発見される。その際に親身になって世話してくれた上杉を父とも慕うようになり、後に上杉の秘書となる。松山真紀とは上杉を巡って恋の鞘当てを演じる。
矢代譲次（演 - 袖山雅弘）上杉の親友
上杉と同じ日系二世で古くからの親友。同じく総合商社の五井商事に勤め、太平洋戦争後のGHQに出入りしていた時に上杉と知り合う。
上杉によれば、矢代にとっては日本は異国であり、日本に居場所を無くした結果、商社を退職して夢を求めニューヨークに渡る。しかし、ビジネスが思うようにならないまま酒におぼれてアルコール中毒になり、飲み代のため日本人観光客から金を盗むなど荒れた生活を送っていた。一方で、ビジネスについてはそれなりの情報網を持っているようであり、時々上杉に情報と引き換えに金を無心に来ることもあるが、その際に上杉に対する複雑な心境を吐露している。
やがて行方をくらまし、ハドソン河畔で遺体となって発見される。

松山真紀（演 - 夏目雅子）ピアニスト
江坂要造をパトロンとする。モデルは中村紘子といわれている。
原作には登場しないドラマオリジナルキャラクター。ピアノについては、非凡な素質を持ちながら芽が出ず、恋人の関根修司のアパートに転がり込んでいたところを要造に偶然見いだされ、ニューヨークへの音楽留学の機会を得る。その時に江坂アメリカの社長だった上杉と知り合い、やがて深い関係を持つようになる。
一時スランプに陥って生活も荒れるが、上杉の叱咤激励で窮地を脱して超一流のピアニストに成長し、最後の登場シーンではカーネギー・ホールでの演奏会も果たしている。その一方で江坂の経営破綻後、行方不明になった上杉をずっと思い続けている。

アルバート・サッシン（演 - ケン・フランケル）SNR、NRC社長
実在したSNR、NRCの社長ジョン・M・シャヒーンがモデル。
レバノン系3世でニクソン大統領（在任期間 1969年 - 1974年）にも近いともいわれる政商。子供の頃、移民として迫害を受け、その際に受けた暴行の後遺症で足を引きずっている。上杉とは、一種奇妙な友情で結ばれている。NRCとの取引を望む上杉から多額の貸付金を引き出す。アメリカでの航空機用燃料の取引に参入すべくカナダ・ニューファンドランド・ラブラドール州のカム・バイ・チャンスに製油所を建設するが、折から起こった第一次オイルショックのため英国石油から買い入れる原油の価格が高騰する一方で、消費地のアメリカでは石油製品価格が規制で頭打ちとなったためビジネスが成り立たなくなり、NRCの経営を破綻させてしまう。このNRCの経営破綻は江坂産業の経営と上杉にも大きな影響を与える。

バーバラ（演 - キム・デイビス）
青年（演 - ジェームス・ドーリー）
その他（演 - ハワード・マフェット）

#### 日本
江坂要造（演 - 片岡仁左衛門）江坂産業社主
当時の安宅産業相談役社賓・安宅英一がモデル。
ビジネスには興味を示さず、美術品のコレクションと若く才能のある芸術家を支援することに生き甲斐を感じている。
入社時から目をつけた社員を別荘に招待するなど、様々な手段でその影響下に置いて「江坂ファミリー」と呼ばれる自分の手足となる社員集団を江坂産業内に作り上げる。そして、そこから上がる様々な情報を元に社内を実質上コントロールし、社長を含む人事権を完全に握っている。一方で「サッシン」という名前を聞いただけでレバノン系の移民であることを喝破するなど、様々な面で深い知識も持ち合わせている。後に江坂産業の経営破綻ですべてを失うが、それを八田頭取より通告された際、八田と大橋会長の前で本人も意識しないまま、一瞬奇妙な薄笑いを浮かべる。第4回では先代の実子ではないことの復讐として、江坂産業を潰し、芸術への蕩尽をさせそれが成就した笑みであったことが解説される。その後は、かつてパトロンだった芸術家たちの援助で、東京・青山の小さな家に梶井ムラと住み、余生を送る

梶井ムラ（演 - 中村玉緒）江坂要造の私設秘書
当時、安宅英一の執事で元安宅産業監査役だった一井英吉をモデルとして、女性に置き換えた役。
元芸者で、いつも要造に陰の如く寄り添う。松山真紀を始めとする要造の女性関係に表面上は平静を装うが、陰で激しく嫉妬心を燃やしたこともある。江坂破綻後は、すべてを無くした要造に最後まで寄り添う。

浜島社長（演 - 中村伸郎）江坂産業第3代社長
人事権問題で安宅英一と衝突して更迭された安宅産業社長・越田左多男がモデル。
江坂産業を近代化しようとし、要造の古美術品購入を諌めるなどしたため、その軋轢が原因で更迭される。

大橋会長（演 - 茂山千五郎）江坂産業会長
当時の安宅産業会長・猪崎久太郎がモデル。
江坂産業創業期からの大番頭で江坂産業第2代社長。住倉商事との合併を要造に無断で進めたため、代表権のない会長に祭り上げられる。
実力者だが「江坂ファミリー」とは距離を置き、会社の近代化に努める人物で、要造も一目置く存在である。上杉二郎とは上司・部下の関係が長く、気脈を通じている間柄。

河合社長（演 - 山内明）江坂産業第4代社長
当時の安宅産業社長・市川政夫がモデル。
第2回から登場。浜島社長の更迭を受け中継ぎの社長として登板したが、NRCプロジェクト成功で長期政権を画策する。

江坂明太郎（演 - 西田健）江坂産業専務
安宅英一の長男で、クラシックカーのコレクターとしても有名だった安宅産業専務・安宅昭弥がモデル。
江坂要造の娘婿で、ヨットのコレクター。江坂の跡取りである自分をボンボンの無能扱いする上杉を、私生活を含めて周囲を執拗に調べて追い落とそうとする。上杉に対抗し、サンフランシスコで「海のディズニーランド」開園を目指して事業に取り組むが、開発に適さない土地を掴まされたことがわかり、その後処理に追われる。

木村準一（演 - 森本レオ）江坂産業の社員
大学部の哲学科出身ながらダメ元で江坂産業を受け、社主の江坂要造になぜか見込まれて入社する。主に古美術品の購入を担当し、要造と行動をともにすることが多い。そのことから他の社員から「江坂ファミリー」の一員と思われて一目置かれているが、本人はそのような意識は全くなく、無欲で飄々とした人物である。松山真紀には要造の使者として、要造の前で演奏するようにとのメッセージを伝えている。また、歳の離れた妹の朋子を可愛がり、その江坂入社の手助けもして、後輩の島村と朋子の結婚もためらいながらも結局は許している。梶井ムラに思いを寄せたこともある。

島村和雄（演 - 大和田獏）江坂社員
木村準一の後輩でその妹の木村朋子とは恋人同士。江坂破綻後は親戚の経営する商社に移る。

木村朋子（演 - 村地弘美）木村準一の妹
兄のコネで江坂社員となるが、その結果、自分が「江坂ファミリー」の一員と思われていることに戸惑いを感じている。島村和雄と恋人同士。

谷村支店長（演 - 松下達夫）（第1回）
江上支店長（演 - 武内文平）（第1回）
鍋井専務（演 - 増田順司）（第2回）
寺田秘書（演 - 阿木五郎）（第2回）
江坂産業社員（演 - 塚本一郎、畠山善之、本間成一、後藤健、家中宏、塩屋浩三、山城ゆうじ）

三好（演 - 永井智雄）経済紙「石油ジャーナル」編集長
関根修司（演 - 勝野洋）石油ジャーナル記者、松山真紀の元恋人
父親は石油掘削技師。親子2代石油で食っている勘から、江坂のNRC問題を追及する。松山真紀の元恋人だったため、真紀と関係を持った上杉を執拗に追い、やがて収集したNRCの情報を知り合いの毎朝新聞記者に持ち込んで「江坂経営危機」の記事を出させる。しかし、後に自分が上杉を追及したのは、真紀を巡っての嫉妬ではなく「ビジネスの夢を追い続ける」上杉に嫉妬していたからだ、上杉はビジネスマンとしてよくやった、行方不明の今でもどこかでビジネスを追い続けていると信じる、という思いを吐露する。
上杉とは激しく対立したが、疎外された二世であっても日本人以上に日本人でありたいと願い、江坂を誰よりも愛していた上杉の心情を最もよく理解していた人物である。
岸本弘（演 - 山本紀彦）石油ジャーナル記者
石油ジャーナル記者たち　演 - 塩見三省、他二名

八田恭三郎（演 - 佐分利信）住倉銀行頭取
当時の住友銀行会長・堀田庄三と頭取・伊部恭之助がモデル。
江坂産業メインバンクの頭取として、江坂産業のNRC向け債権の焦げ付きを知ってその財務状況を調査し、簿外の不良債権がそれ以外にも多数発生していることを知る。その後は日本経済の信用を守るため、江坂の倒産ではなく、大蔵省や日銀に同じ総合商社である宇美幸商事（モデルは伊藤忠商事）との合併による江坂産業救済を根回しする。
白井頭取（演 - 川部修詩）共立銀行頭取
当時の協和銀行頭取・色部義明がモデル。
サブメインバンク頭取として八田頭取と共に大蔵省や日銀へ江坂産業救済の根回しをする。
上杉節子（演 - 加藤治子）上杉二郎の妻
第2回から登場。商社マンの妻として、20年間単身赴任生活を送る上杉をただひたすら待ち続ける。
上杉絵里加（演 - 麻生えりか）上杉二郎の娘

汲古堂（演 - 長谷川弘）
清水秘書（演 - 寺島達夫）
ホステス（演 - 新山真弓）（第1回）
銀行員（演 - 真田五郎）（第1回）
有本邦子（演 - 山之内滋美）（第2回）
静子（演 - 香月京子）（第2回）
蓑田麻知子（演 - 佐藤京子）声楽家（第3回）
小山澄子（演 - 中山マリ）

ヒッピー風の女（演 - 牧れい）
賄い婦（演 - 森康子）
バーテン（演 - 佐久間公彦）
料理屋の女（演 - 伊東あつ子）

### サブタイトル
| 各話  | 放送日         | サブタイトル             | 視聴率[7] |
| ----- | -------------- | ------------------------ | --------- |
| 第1話 | 1980年12月5日  | 愛する時と死する時       | 17.8%     |
| 第2話 | 1980年12月6日  | 江坂ファミリー           | 13.4%     |
| 第3話 | 1980年12月12日 | セント・ジョーンズの神話 | 13.5%     |
| 第4話 | 1980年12月13日 | 日本の中の異邦人         | 12.0%     |